# مقطع (كهرباء)

رمز المُقَطِّع وفقًا للمعيار EN 60617-7:1996

المُقَطِّع أو قاطع التيار في الهندسة الكهربائية هو جهاز يستخدم لقطع تدفق التيار المستمر المنتظم لغرض تحويل المجال الكهربي الثابت إلى متغير. وغالبًا ما يستخدم المقطّع مع ملف لإنتاج فرق جهد متزايد إما عن طريق زيادة تأثير مقاومة القوة المحركة الكهربائية أو من خلال عمل المحول في الملف الحثي.

## الاستخدام الطبي

### مقطّع بيرد
صمم الطبيب غولدنغ بيرد دارة المقطّع الخاصة به لإعطاء صدمات كهربية للمرضى من خلية فلطائية خلال الملف الحثي. في السابق، كان المقطّع جهازًا ميكانيكيًا ويتطلب من الطبيب لف العجلة المسننة يدويًا، أو توظيف مساعد للقيام بذلك. وأراد بيرد أن يجعل يديه حرتين من أجل استخدام الكهرباء بشكلٍ أفضل على الجزء المطلوب من المريض. ويعمل مقطّع بيرد أوتوماتيكيًا باستخدام الحث المغناطيسي وقد حقق معدل تحويل في حدود 5 هرتز (خمس مرات في الثانية الواحدة). وكلما زادت سرعة تغيير المقطّع، زاد معدل تواتر الصدمات الكهربية الممنوحة للمريض والهدف من ذلك هو جعله على أعلى مستوى ممكن.

### مقطّع بيج
صَمَّمَ الأمريكي تشارلز بايج مقطّعًا آخرًا أكثر تعقيدًا في أوائل عام 1838، ولكن تصميم بيرد كان مستقلاً بذاته تمامًا. وعلى الرغم من وجود القليل من القواسم المشتركة بين التصميمين، فقد اعتمد تصميم بايج لكونه أول من استخدم مغناطيسًا دائمًا في دارة مقطّع أوتوماتيكية. وكان مقطّع بيرد (وبيج) به خاصية غير ملائمة للاستخدام الطبي حيث إن التيار الكهربي كان يمر في اتجاهين متعاكسين أثناء عملية مرور التيار الكهربائي وانقطاعه، وبالرغم من أن التيار الكهربي كان أقل بكثير خلال عملية مرور التيار الكهربي عن انقطاعه (يظل التيار الكهربي فقط مارًّا في جميع أجزاء الدارة بينما يتغير مفتاح التحويل بشكل ديناميكي). وغالبًا ما يحتاج العلاج أن يكون التيار ساريًا في اتجاه واحد محدد فقط.

### مقطّع ليثيبي
قام هنري ليثيبي بإنتاج نسخة معدلة من المقطّع الذي بإمكانه تمرير تيار كهربي خلال عملية مرور التيار فقط أو خلال عملية انقطاعه بواسطة آلية تتألف من عجلتين مزودتين بأسلاك. وأنتج بيرد أيضًا مقطّع أحادي الاتجاه باستخدام آلية يمكن أن يطلق عليها الآن الحلقات المنفصلة. إن تاريخ تصميم بيرد لمقطّعه غير محدد ولكن من المحتمل أنه يسبق تاريخ تصميم ليثيبي لمقطّعه. وكلا التصميمين لهما نفس العيب وهو أن عملية التحكم الأوتوماتيكي غير موجودة وبذلك أصبح التحكم في المقطّع مرة أخرى يدويًا. ومع ذلك، ظل هذا النظام خيارًا أرخص من المولدات الكهرومغناطيسية لبعض الوقت.

### تصميمات أخرى
كانت بعض المقطّعات الأخرى تعمل في وقتٍ سابق بآليات الساعة المنتظمة أو مقطعات ريد (غير المغناطيسية) التي تعمل بواسطة حركة أطراف المريض. ومثال على ذلك الجهاز موجود في سلسلة بالفرمارشير.